# زاکسن‌ها (فیلم)
«زاکسن‌ها» (انگلیسی: Saxon (film)) یک فیلم است که در سال ۲۰۰۷ منتشر شد.